# Era mio nemico
Era mio nemico (The Chinese Widow) conosciuto anche come In Harm's Way e The Hidden Soldier è un film del 2017 diretto da Bille August.
La pellicola è stata presentata allo Shanghai International Film Festival e distribuito il 10 novembre 2017 in Cina.
Il film è ambientato durante la seconda guerra mondiale e segue la storia del giovane pilota americano Jack Turner, sfuggito alla cattura dei giapponesi grazie all'aiuto dei cinesi. 

## Trama
Dopo l'attacco di Pearl Harbor gli americani hanno necessità di risollevare il morale e di vendicare il nemico giapponese, così, il presidente degli Stati Uniti d'America Roosevelt, ordina un attacco aereo su Tokyo. A guidare questa spedizione è il tenente colonnello Jimmy Doolittle, mentre uno degli aerei è pilotato da Jack Turner. 
Turner, insieme al suo equipaggio, parte verso Tokyo, sicuro di poter atterrare poi a Cho-kiang, in Cina. I cinesi, però, non informati dell'attacco, pensano che gli aerei siano giapponesi e ne impediscono l'atterraggio. L'equipaggio di Turner è costretto così a mettersi in salvo con i paracadute. Jack è l'ultimo a lasciare il veicolo che precipita poi in un campo vicino ad un villaggio. Il paracadute si impiglia però tra i rami di un albero con il pilota che è anche ferito gravemente una gamba. 
Il mattino seguente, Nunu, una bambina di una decina di anni, figlia della vedova Ying, lavoratrice di seta, vede Jack ferito e, spaventata, chiama la madre. Ying, rimasta vedova dopo la morte del marito avvenuta in guerra, chiama Kai, il capovillaggio e suo amico d'infanzia. I tre soccorrono il soldato americano semincosciente e decidono di nasconderlo in una grotta vicina, in gran segreto. Il giorno dopo, Ying gli porta del cibo, ritrovandolo sveglio, anche se ferito. La donna, spaventata, fugge subito, lasciando dei viveri in una borsa di seta da lei ricamata. Nel villaggio arrivano le truppe giapponesi, guidate dal comandante Shimamoto, convinto che qualche abitante nasconda l'americano sfuggito loro. La mancata collaborazione della popolazione spinge Shimamoto ad uccidere il capovillaggio Kai. 
Ying e Nunu, seppure molto scosse per l'accaduto, sono ancora più decise a salvare Turner, dopo il sacrificio di Kai. Il pomeriggio stesso, Ying si reca nella grotta dove Jack è nascosto e lo aiuta a camminare fino a casa sua, temendo che, se fosse rimasto nella foresta, le truppe giapponesi lo avrebbero trovato. Arrivati a casa, Ying fa nascondere Turner in cantina, raggiungibile solamente con una botola segreta. Quella sera, la giovane vedova prepara dei medicinali naturali in modo da disinfettare la grave ferita del pilota riuscendo anche a curarlo dalla febbre alta. Per Nunu si fa difficile non dire a nessuno della presenza dell'americano, soprattutto quando, mentre è a scuola, Shimamoto si presenta dal maestro della piccola per chiedere se lui o i bambini fossero a conoscenza del proprietario della borsa ritrovata nella grotta. Nunu, ovviamente, non rivela al capitano che la borsa è di sua madre, ma Shimamoto sospetta comunque che la bambina nasconda qualcosa e quindi si reca a casa di Ying senza scoprire alcunché. 
Jack, intanto, fa progressi e, d'accordo con Ying, ora scende in cantina solo di notte o nel caso arrivi qualcuno a fare visita. Turner aiuta Nunu a fare i compiti e le insegna una canzoncina americana, mentre Ying costruisce con del bambù una stampella, in modo da permettere all'uomo di camminare. Un giorno, Shimamoto si presenta nuovamente a casa della vedova mentre, fortunatamente, l'americano è in cantina. Il giapponese ordina a Ying di spogliarsi, e al rifiuto della donna inizia a picchiarla, così Jack, da una piccola fessura nella botola, spara a Shimamoto uccidendolo. Intanto Nunu a scuola fischietta la canzoncina che Turner le ha insegnato, scatenando la curiosità del maestro, che capisce tutto. L'insegnante accompagna Nunu a casa e, resosi conto che l'americano è davvero tenuto nascosto da Ying, promette loro di aiutarlo, facendolo scappare a Cho-kiang, attraverso il fiume poco distante. I due capiscono che si possono fidare e decidono di mostrargli anche il corpo di Shimamoto. Il maestro decide allora che debbano scappare anche Ying e Nunu. 
Il mattino seguente, i giapponesi iniziano a entrare in ogni casa, alla ricerca di Shimamoto, ma Turner con la donna e la bambina sono già in viaggio, anche se notevolmente rallentati da Jack, ancora ferito. Poco dopo incontrano un gruppo di ribelli che potrà scortarli fino a destinazione, velocizzando i tempi grazie all'utilizzo di una specie di barella per Turner. Ma in uno scontro con i giapponesi i ribelli finiscono per morire tutti, lasciando soli Jack, Nunu e Ying. Quest'ultima deve aiutare l'americano a camminare, dato che la barella è stata distrutta, e perciò invita la figlia a correre verso una barca con dei ribelli, mentre i giapponesi si avvicinano sempre di più. A qualche metro dalla riva, un  colpo uccide la giovane vedova accorsa a proteggere la figlia. Jack, disperato, cerca inutilmente di salvarla, quindi viene portato sulla barca insieme a Nunu, anche lei sgomenta per la perdita della madre. 
Jack, mentre è ancora nell'ospedale militare, racconta tutta la vicenda ai suoi superiori, richiedendo agli stessi di poter adottare la piccola Nunu. Non gli viene concesso in quanto, appena le condizioni della sua gamba glielo permettano, deve riprendere il suo ruolo di soldato che mal si concilia con quello di genitore. 
Divenuto anziano, Jack scrive una lettera a Nunu, che risiede in California, ricordando con gratitudine e affetto il tempo trascorso insieme, ormai 50 anni prima.

## Distribuzione
Il film è stato distribuito in Cina il 10 novembre 2017, negli Stati Uniti il 2 novembre 2018 e in Francia il 14 novembre 2018.